# Когатк (Аризона)
Когатк (англ. Kohatk) — переписна місцевість (CDP) в США, в окрузі Пінал штату Аризона. Населення — 37 осіб (2020).

## Географія
Когатк розташований за координатами 32°34′42″ пн. ш. 112°0′11″ зх. д. / 32.57833° пн. ш. 112.00306° зх. д. (32.578281, -112.003013).  За даними Бюро перепису населення США в 2010 році переписна місцевість мала площу 0,25 км², уся площа — суходіл.

## Демографія
Згідно з переписом 2010 року, у переписній місцевості мешкало 27 осіб у 7 домогосподарствах у складі 5 родин. Густота населення становила 106 осіб/км².  Було 15 помешкань (59/км²).
Расовий склад населення:
| - 92,6 % — корінних американців |

До двох чи більше рас належало 7,4 %. Частка іспаномовних становила 7,4 % від усіх жителів.
За віковим діапазоном населення розподілялося таким чином: 29,6 % — особи молодші 18 років, 70,4 % — особи у віці 18—64 років, 0,0 % — особи у віці 65 років та старші. Медіана віку мешканця становила 23,8 року. На 100 осіб жіночої статі у переписній місцевості припадало 58,8 чоловіків;  на 100 жінок у віці від 18 років та старших — 72,7 чоловіків також старших 18 років.
Цивільне працевлаштоване населення становило 0 осіб. 